# سارة بيكويل
سارة بيكويل (بالإنجليزية: Sarah Bakewell)‏ هي كاتبة سير وكاتِبة بريطانية، ولدت في 1963 في بورنموث في المملكة المتحدة.

## وصلات خارجية
- الموقع الرسمي
- سارة بيكويل على موقع IMDb (الإنجليزية)